# Подгорный (Ульяновская область)
Подгорный — посёлок в Инзенском районе Ульяновской области России. Входит в состав Оськинского сельского поселения.

## География
Посёлок находится в западной части Ульяновской области, в лесостепной зоне, в пределах Приволжской возвышенности, на правом берегу реки Инзы, на расстоянии менее одного километра к юго-западу от города Инзы, административного центра района. Абсолютная высота — 146 метров над уровнем моря.
Климат
Климат характеризуется как умеренно континентальный, с жарким засушливым летом и холодной зимой. Среднегодовая температура воздуха — 3,2 °С. Средняя температура воздуха самого тёплого месяца (июля) — 19 °C (абсолютный максимум — 38 °C); самого холодного (января) — −13 °C (абсолютный минимум — −47 °C). Продолжительность безморозного периода 120—130 дней. Среднегодовое количество атмосферных осадков составляет 464 мм. Снежный покров образуется в третьей декаде декабря и держится в течение 135 дней.
Часовой пояс
Посёлок Подгорный, как и вся Ульяновская область, находится в часовой зоне МСК+1. Смещение применяемого времени относительно UTC составляет +4:00.

## Население
| 2010 |
| ---- |
| 69   |

Национальный состав
Согласно результатам переписи 2002 года, в национальной структуре населения мордва составляла 61 % из 66 чел., русские — 38 %.